# Alapi Gyula (jogász)
Ifjabb Alapi Gyula, Alapy (Komárom, 1911. december 18. – Fonyód, 1982. február 18.) magyar jogász, idősebb Alapi Gyula vármegyei főlevéltáros fia. A Rákosi Mátyás alatti kommunista terror idején számos koncepciós per népügyészeként vált hírhedtté.

## Élete
1934-ben végezte el a jogi egyetemet. 1941-ben a Gyulai Járásbíróságon kezdte jogi pályafutását.
A második világháború után Győrött lett népügyész, majd a Győri Népügyészség vezetője lett. Eleinte háborús bűnösök pereivel foglalkozott, majd a koncepciós perek népügyésze volt. 1948. június 28. és 1956 májusa között a Budapesti Államügyészség vezetője volt, a legjelentősebb perek, amelyekben főügyész volt Mindszenty József, Rajk László és Péter Gábor perei voltak. Felmentése után megbízták az Országos Kriminalisztikai Intézet megszervezésével. 1957. december 3-án visszavonták megbízását.
Az 1956-os forradalom idején a Szovjetunióba menekült, ahonnan csak 1958 márciusában tért haza. Az MTA Jogtudományi Intézetének lett munkatársa. 1962-ben a konszolidációra törekvő, Kádár János vezette politikai vezetés múltja miatt kizárta az MSZMP-ből. Ezt követően a Magyar Villamos Művek Tröszt jogi osztályának jogtanácsosa lett. Haláláig visszavonultan élt.